# Виктория Шведска
Вижте пояснителната страница за други личности с името Виктория.
Нейно Кралско Височество, Виктория Ингрид Алиса Дезире, принцеса на Швеция, херцогиня на Вестерготланд (на шведски: Kronprinsessan Victoria Ingrid Alice Désirée, Sveriges kronprinsessa, hertiginna av Västergötland), е престолонаследница на Швеция, първо дете на крал Карл XVI Густаф.

## Живот
Принцеса Виктория е родена на 14 юли 1977 г. в Стокхолм, Швеция. Тя е най-голямо дете на шведския крал Карл XVI Густав и кралица Силвия Зомерлат. Виктория има един по-малък брат Карл-Филип и една по-малка сестра – Маделин.
До 1 юни 1980 г. официален наследник на шведската корона е по-малкият брат на Виктория, принц Карл-Филип. На същата дата обаче Шведският парламент приема поправка в конституцията, според която кралският престол се наследява от първото дете на кралската двойка, като това не зависи от пола на детето (примогенитура). Така момичетата и момчетата получават еднакви права при унаследяването на шведския престол. Съгласно поправката от 1980 г. Виктория става официален наследник на короната, измествайки по този начин брат си от първото място в списъка с наследниците на престола.

## Фамилия
Принцеса Виктория е омъжена за Даниел Уестлинг от 19 юни 2010 г. Двамата имат две деца:
- принцеса Естел, херцогиня на Йостерготланд (* 23 февруари 2012 г.);
- принц Оскар, херцог на Сконе (* 2 март 2016 г.).